# Cheremule
Cheremule är en ort och kommun i provinsen Sassari i regionen Sardinien i Italien. Kommunen hade 428 invånare (2017).